# Srđan Šajn
Srđan Šajn, cyr. Срђан Шајн, romani Srdjan Šajn (ur. 28 marca 1963 w miejscowości Samoš) – serbski polityk narodowości romskiej, przewodniczący Partii Romskiej.

## Życiorys
Z wykształcenia technik, mieszkał i pracował w Austrii. Zaangażowany w działalność na rzecz integracji Romów i przyznania tej grupie statusu mniejszości narodowej. Został przewodniczącym utworzonej w 2003 Partii Romskiej. W wyborach parlamentarnych w 2007 uzyskał mandat posła do Zgromadzenia Narodowego, nie utrzymał go jednak w przedterminowych wyborach rok później. Przed wyborami w 2012 przyłączył się do koalicji skupionej wokół Serbskiej Partii Postępowej, powracając w rezultacie do parlamentu. W 2014 nie ubiegał się o reelekcję.